# Walter Morrison
Pour les articles homonymes, voir Morrison.
Walter "Junie" Morrison était un musicien multi-instrumentiste, chanteur, et producteur américain. Il fut membre du groupe Ohio Players au début des années 1970, puis rejoignit le P-Funk de George Clinton, en 1977, en tant que directeur musical.